# 2004年アテネオリンピックのベルギー選手団
2004年アテネオリンピックのベルギー選手団（2004ねんアテネオリンピックのベルギーせんしゅだん）は、2004年8月13日から8月29日にかけてギリシャの首都アテネで開催された2004年アテネオリンピックのベルギー選手団、およびその競技結果。

## 概要
今大会は金メダル1個、銅メダル2個の合計3個のメダルを獲得した。

## メダル
| メダル | 選手名                           | 競技   | 種目             |
| ------ | -------------------------------- | ------ | ---------------- |
| 金     | ジュスティーヌ・エナン・アーデン | テニス | 女子シングルス   |
| 銅     | アクセル・メルクス               | 自転車 | 男子ロードレース |
| 銅     | イルス・ヘイレン                 | 柔道   | 女子52kg以下級   |